# 马亚 (葡萄牙堂区)
马亚是葡萄牙波尔图区的一个堂区。总面积3.61平方公里，总人口9816人，人口密度2719.1人/平方公里。